# Риџ (Њујорк)
Риџ (енгл. Ridge) насељено је место без административног статуса у америчкој савезној држави Њујорк.

## Демографија
По попису из 2010. године број становника је 13.336, што је 44 (-0,3%) становника мање него 2000. године.
| Група             | 2000.          | 2010.          |
| Белци             | 12.105 (90,5%) | 11.570 (86,8%) |
| Афроамериканци    | 462 (3,5%)     | 647 (4,9%)     |
| Азијати           | 120 (0,9%)     | 242 (1,8%)     |
| Хиспаноамериканци | 469 (3,5%)     | 749 (5,6%)     |
| Укупно            | 13.380         | 13.336         |